# Метеорологічні прилади

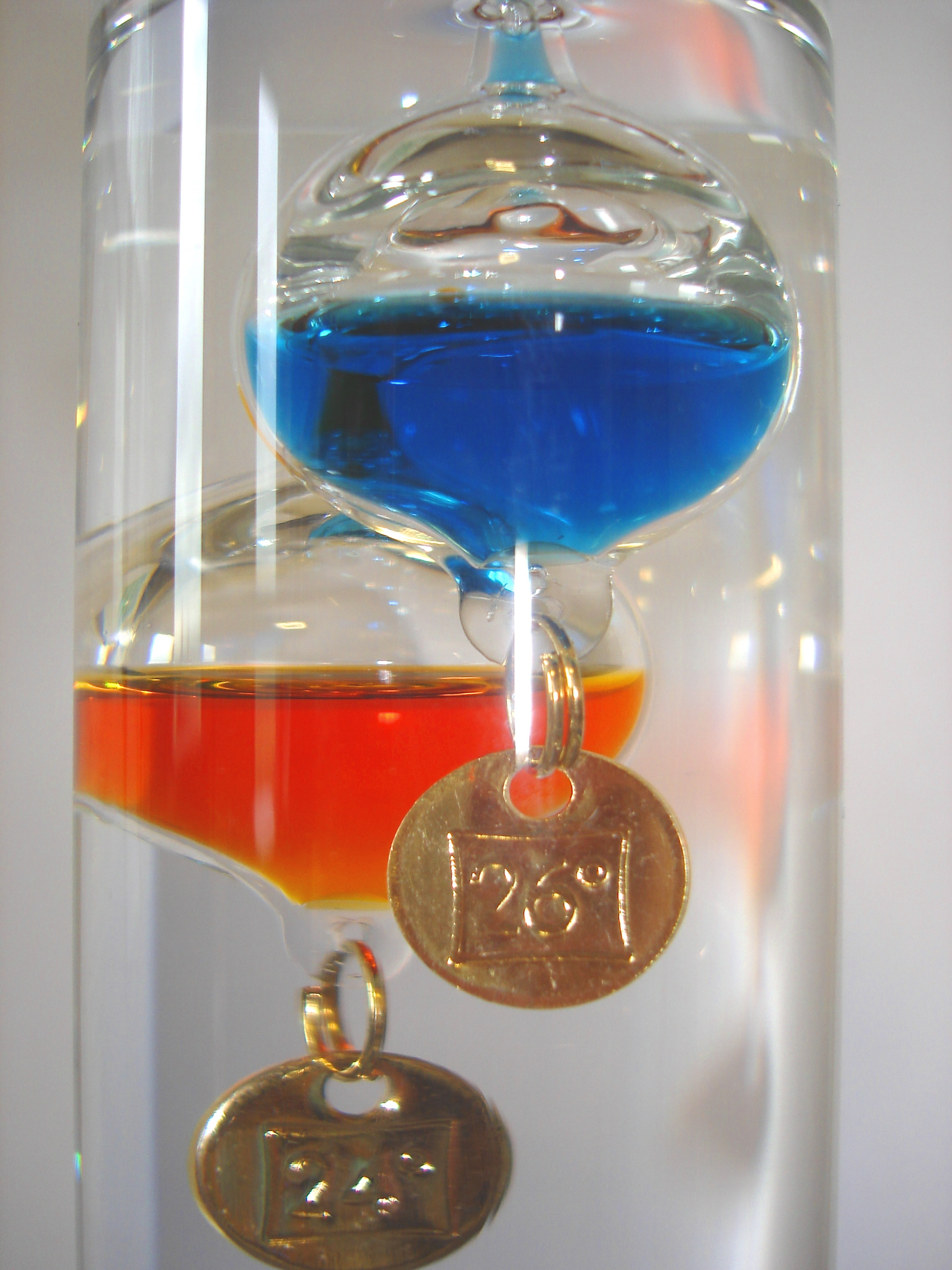
Термометр Галілея

Метеорологічні прилади (зокрема, метеорологічні датчики) — обладнання, яке використовують для визначення стану атмосфери в певний час. Метеорологи не використовують багато лабораторного обладнання, а більше покладаються на спостереження та обладнання дистанційного зондування. Історично одним із перших показників виміряно кількість дощу. Два інші точно вимірювані показники погоди — швидкість вітру та вологість. До XV століття було зроблено багато спроб створити обладнання для вимірювання атмосферних змін.

## Історія
Першими приладами для вимірювання погодних явищ були опадомір, анемометр і гігрометр. У XVII столітті створено барометр і термометр Галілея, а у XVIII столітті — термометри зі шкалами Фаренгейта та Цельсія. У XX столітті створено інструменти дистанційного зондування, такі як метеорологічні радари, метеорологічні супутники та профайлери вітру, які забезпечують кращий вибірковий аналіз як на регіональному, так і на глобальному рівнях. Прилади дистанційного зондування збирають дані про погодні події на деякій відстані від приладу, зазвичай зберігають дані там, де розташований прилад, і часто передають дані через певні проміжки часу до центрів опрацювання даних.
1441 року син короля Седжона, принц Мунджон, винайшов перший стандартизований опадомір. За часів династії Чосон їх розсилали по всій Південній Кореї як офіційний інструмент для нарахування земельного податку на основі можливого врожаю фермера. 1450 року Леоне Баттіста Альберті винайшов анемометр із поворотною пластиною, відомий як перший анемометр. 1607 року Галілео Галілей сконструював термоскоп. 1643 року Еванджеліста Торрічеллі винайшов ртутний барометр. 1662 року Крістофер Рен винайшов механічний ковшовий опадомір із самоспорожненням. 1714 року Габрієль Фаренгейт створив надійну шкалу для вимірювання температури за допомогою ртутного термометра. 1742 року шведський астроном Андерс Цельсій запропонував стоградусну температурну шкалу, попередницю сучасної шкали Цельсія. 1783 року Орас Бенедикт де Соссюр продемонстрував перший волосяний гігрометр. 1806 року Френсіс Бофорт представив свою систему класифікації швидкості вітру. Запуск першого успішного метеорологічного супутника TIROS-1 у квітні 1960 року ознаменував початок епохи, коли інформація про погоду стала доступною в усьому світі.
Це також використовувалося для вимірювання температури навколишнього повітря.

## Типи

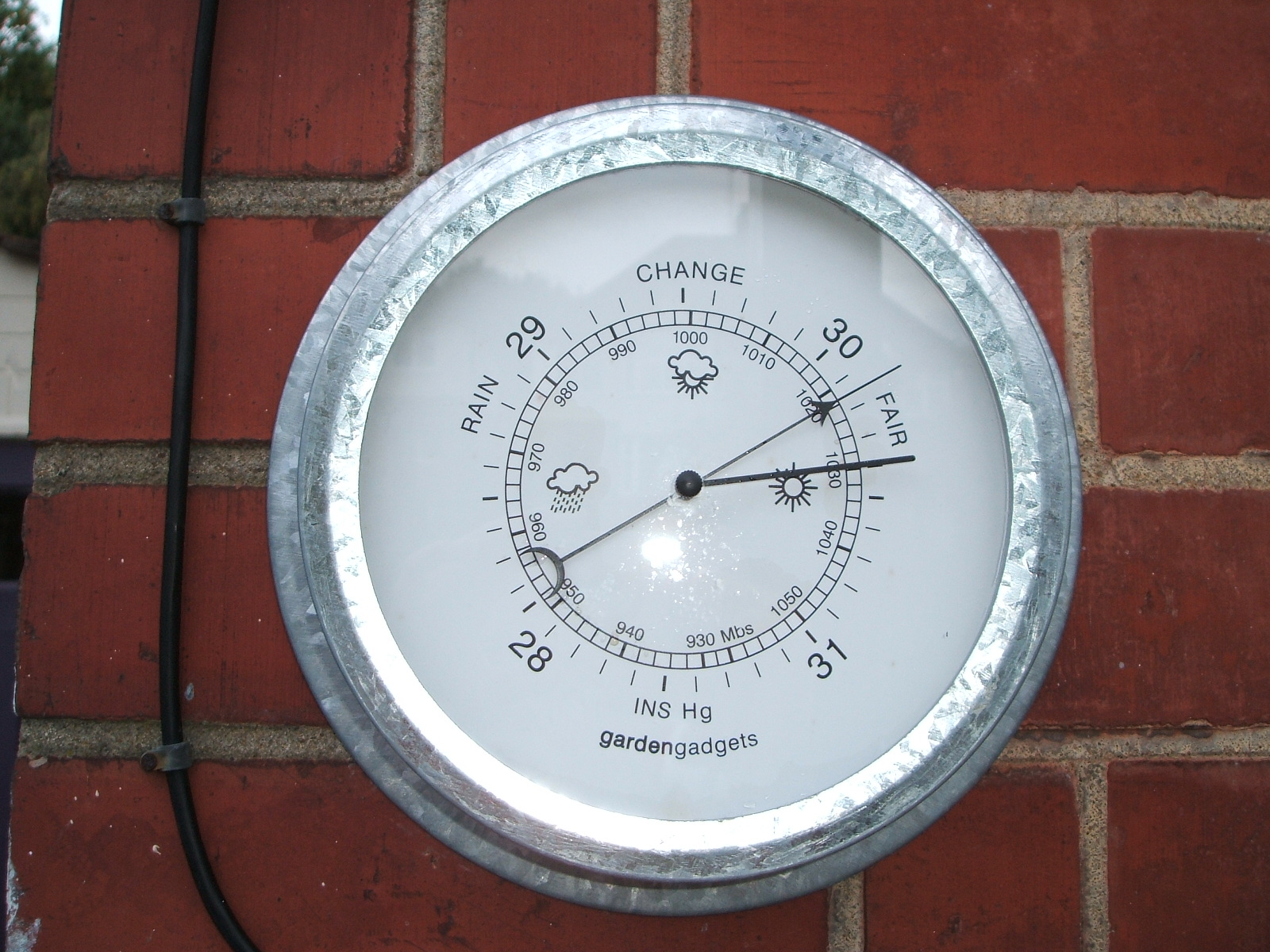
Сучасний барометр-анероїд 2020 року

Термометр вимірює температуру повітря або кінетичну енергію молекул повітря. Барометр вимірює атмосферний тиск, тобто, тиск, створений вагою земної атмосфери над певним місцем. Анемометр вимірює швидкість вітру та напрямок вітру в місці, де його встановлено. Гігрометр вимірює відносну вологість у певному місці, яку потім можна використати для розрахунку точки роси. Радіозонди безпосередньо вимірюють більшість цих величин, за винятком швидкості вітру, яку визначають шляхом відстеження сигналу радіозонда за допомогою антени або теодоліта. На додачу до радіозондів, Всесвітня метеорологічна організація (ВМО) організовує мережу для збору метеоданих із літаків, яка також використовує ці інструменти, щоб повідомляти про погодні умови у відповідних місцях. Метеорологічна ракета — це ракета з інструментами, призначена для проведення вимірювань і наукових експериментів під час суборбітального польоту.
Піранометр — це тип актинометра, який використовують для вимірювання широкосмугового сонячного випромінювання на плоскій поверхні, з датчиком для вимірювання густини потоку сонячного випромінювання (у Вт/м²) у полі зору 180°. Хмаромір — це пристрій, який використовує лазер або інше джерело світла для визначення висоти нижньої межі хмар. Його також можна використати для вимірювання концентрації аерозолю в атмосфері. Для визначення висоти нижньої межі хмар у денний час метеорологи використовують кулю-пілот. Принцип її застосування полягає в тому, що за швидкістю піднімання і часом до зникнення в хмарі можна визначити висоту нижньої межі хмар. Дисдрометр — прилад для вимірювання розподілу крапель за розмірами та швидкості падіння гідрометеорів. Для вимірювання кількості опадів, які випадають у будь-якій точці Землі використовують опадоміри.
Дистанційне зондування, яке використовується в метеорології, має на меті збирання даних із віддалених погодних явищ і подальшого отримання інформації про погоду. Кожен прилад дистанційного зондування збирає дані про атмосферу у віддаленому місці та, як правило, зберігає їх там, де перебуває прилад. Найпоширенішими засобами дистанційного зондування є радар, лідар і супутники (зокрема, фотограмметрія). Основне використання радарів — це збирання інформації про покриття та характеристики опадів і вітру. Супутники переважно використовують для визначення хмарності, а також вітру. SODAR (SOnic Detection And Ranging) — це метеорологічний інструмент, різновид профайлера вітру, який вимірює розсіювання звукових хвиль атмосферною турбулентністю. Такі системи використовують для вимірювання швидкості вітру на різних висотах над землею та термодинамічної структури нижнього шару атмосфери. Радар і лідар не є пасивними, оскільки обидва використовують для освітлювання певної частини атмосфери електромагнітне випромінювання. Метеорологічні супутники разом із супутниками загального призначення для спостереження за Землею, які обертаються навколо Землі на різних висотах, стали незамінним інструментом для вивчення широкого діапазону явищ від лісових пожеж до Ель-Ніньйо.

## Метеостанції
Метеорологічна станція — це об'єкт з приладами та обладнанням для спостереження за атмосферними умовами з метою отримання інформації для прогнозування погоди та вивчення погоди й клімату. Дослідження включають вимірювання температури, барометричнорго тиску, вологості, швидкості вітру, напряму вітру та кількості опадів. Вимірювання характеристик вітру виконують, уникаючи перешкод; умовою вимірювання температури та вологості є відсутність прямого сонячного випромінювання. Ручні спостереження проводять не рідше одного разу на день, а автоматичні — не рідше одного разу на годину.

## Приземні спостереження за погодою

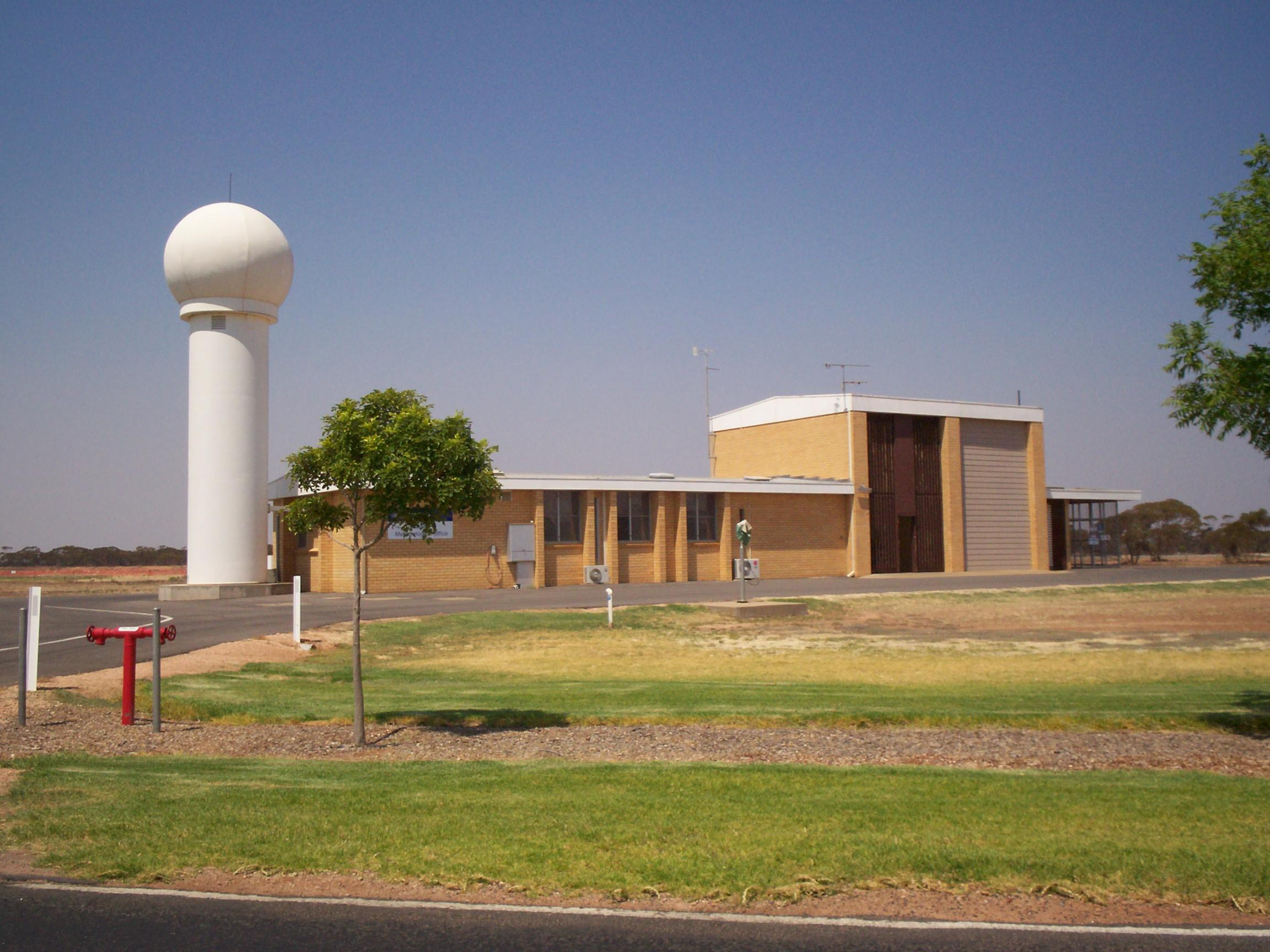
Метеостанція в аеропорту Мілд'юра (Вікторія, Австралія).

Приземні спостереження за погодою є джерелом основних даних, які використовують для безпеки, а також із кліматологічною метою для прогнозування погоди та видачі попереджень у всьому світі. Їх може виконати вручну метеоспостерігач, комп'ютер на автоматизованій метеостанції, також використовують комбінацію цих способів. Міжнародна організація цивільної авіації визначає міжнародну стандартну атмосферу, яка є моделлю стандартної зміни тиску, температури, густини та в'язкості залежно від висоти в земній атмосфері та використовується для розрахунку тиску на рівні моря за тиском на станції. Спостереження з аеропорту можна передавати по всьому світу за допомогою системи METAR. Персональні метеостанції, які здійснюють автоматизовані спостереження, можуть передавати свої дані в мезонет США за програмою Citizen Weather Observer Program (CWOP) або на міжнародному рівні через вебсайт Weather Underground. Для визначення клімату станції традиційно використовують тридцятирічне середнє значення метеорологічних спостережень.